# Hvězdárna v Praze-Podolí
Hvězdárna v Praze-Podolí byla soukromá observatoř pražského lékárníka a amatérského astronoma Františka Fischera, který ji nechal postavit jako součást své vily v ulici Na Zlatnici. Její majitel a provozovatel se věnoval především mapování povrchu Měsíce a pořizování snímků stálic, mlhovin a komet. Součástí hvězdárny, která fungovala od roku 1924, byla rovněž knihovna obsahující podle astronoma Josefa Klepešty „staré tisky z oboru selenographie, jež nelze najíti ani ve velkých universitních knihovnách“.
František Fischer pořádal v zahradě vily pozorování meteorů (tehdejším názvoslovím létavic) v rámci programu České společnosti astronomické. Pro mladé členy společnosti ve 30. letech připravil i kurz selenografie. Redakce odborného časopisu Říše hvězd v roce 1937 označila podolskou observatoř za „jednu z nejlépe vybavených a vedených soukromých hvězdáren“ v Československu.
Hvězdárna zanikla po smrti Františka Fischera v listopadu 1966. Dalekohled a další astronomické vybavení jeho rodina darovala České astronomické společnosti. Posléze ho získala hvězdárna v pražských Ďáblicích, kde slouží v západní kopuli. Bývalou observatoř ve vilové čtvrti připomíná věž s otočnou kopulí o průměru 4,8 metru, která vystupuje ze střechy chátrajícího domu.

## Motiv k založení
František Fischer se pozorování hvězdné oblohy amatérsky věnoval ještě před první světovou válkou. Svůj zájem a znalosti v oblasti astronomie následně prohloubil ve válečných letech, kdy sloužil jako zdravotník československých legií v Taškentu. Navázal kontakt s ředitelem tamní hvězdárny J. P. Glutajevem a astrofyzikem A. N. Rozanovem, s nímž se věnoval analýze hvězd v souhvězdí Orla a mapování povrchu Měsíce. V taškentské hvězdárně trávil volné noci po denních službách, při nichž pečoval o nemocné a raněné v zajateckých táborech. Právě v této době se rozhodl, že pokud válku přežije a vrátí se do Prahy, vybuduje vlastní hvězdárnu, kde bude moci pokračovat v práci.

## Architektura

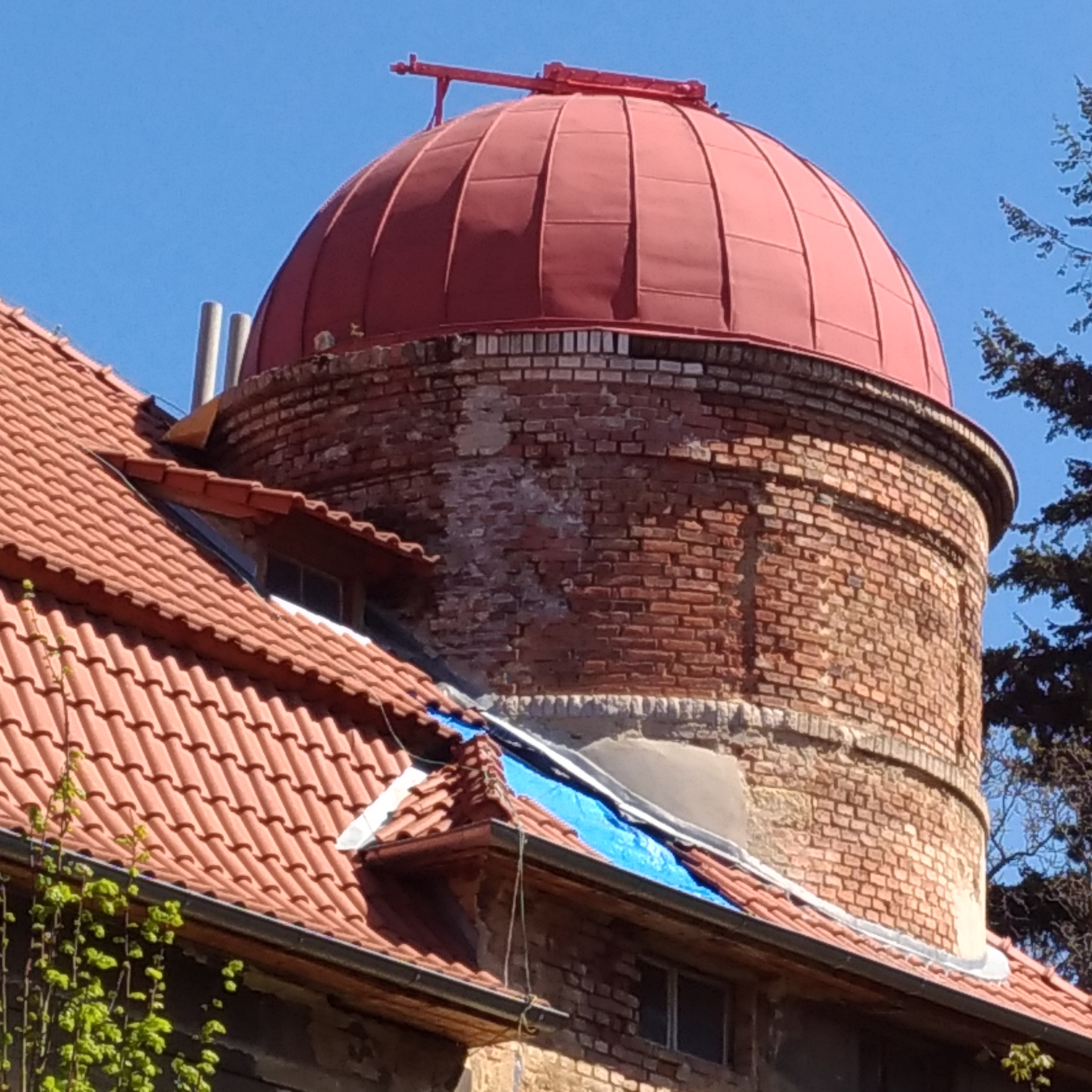
Kopule astronomické věže

Bývalá hvězdárna je součástí vilové čtvrti zbudované v pražském Podolí ve dvacátých letech 20. století. František Fischer zde v roce 1921 zakoupil pozemek právě s cílem vybudovat ve svahu vlastní observatoř. Vilu pro něj navrhl a vybudoval smíchovský stavitel Bohumil Kolář, stavebně byla dokončena na podzim roku 1923. „Nezvyklé zakončení vilové stavby vzbudilo mezi obecným lidem různé pověsti o účelu tohoto zařízení. Vyskytly se také konstruktivní obtíže, které bylo nutno řešiti, aby stavba vyhověla základním podmínkám dobré observatoře,“ napsal o stavbě astronomické věže Josef Klepešta. Samotné pozorování v nové hvězdárně začalo na jaře roku 1924.
Observatoř v jižním rohu vily byla od její obytné části stavebně oddělená. Tvořila ji pracovna Františka Fischera s knihovnou, temná komora a velká místnost pod kopulí, která měla sloužit jako astronomická obrazárna. Místnost protínal izolovaný železný pilíř pro dalekohled (o hmotnosti 800 kg) a jeho paralaktickou konstrukci (o hmotnosti převyšující 1,5 tuny), který procházel celou budovou až do základů. Se samotnou kopulí byla propojena schodištěm.

### Kopule
Kopuli o průměru 4,8 metru zhotovil zámečnický závod z Vinohrad, který zkušenosti s její výrobou o tři roky později zužitkoval při stavbě východního křídla Štefánikovy hvězdárny na Petříně. Železná konstrukce je zvenku pokrytá zinkovým plechem a z vnitřní strany obložená dřevem, jednostranně otvíratelná štěrbina je 1 metr široká a vrchol kopule přesahuje o 15 stupňů. Otevírala se kladkovým zařízením. Otáčení kopule umožňovalo pákové kolo a převody na ozubených věncích spojených s konstrukcí, pozorování umožňovaly pojízdné schody se sklapovacími stupni.

## Vybavení
Hvězdárně dominoval refraktor z dílny mnichovské společnosti Reinfelder & Hertel o průměru objektivu 190 milimetrů a ohniskovou vzdáleností 3 000 milimetrů. „Deset okulárů umožňovalo 70 až 650násobné zvětšení. Hledač měl průměr objektivu 54 mm a 24násobné zvětšení.“ Tubus dalekohledu byl zhotovený z mahagonu a osazený mosaznými částmi. Podle Josefa Klepešty „je věc velmi pravděpodobná, že jde o stroj, jenž má již svou pověst v hvězdářských kruzích; jím byla konána dlouholetá pozorování na jednom z ostrůvků ve Středozemním moři“.
Z jara r. 1924 byl dalekohled již v činnosti a jeho mohutná konstrukce vážící přes 11/2 tuny směle dovolovala, aby byla k němu připojena fotografická komora s objektivem fmy Zeiss — značka Triplet o průměru 140 mm, ohnisku 700 mm. V témže roce byly zakoupeny hodiny od fmy Strasser & Rhode Typ A spolu se sekundovými hodinami. Také byl opatřen pro hvězdárnu velký zvětšovací přístroj s kondensátorem 25 cm a dále přístroje projekční a reprodukční. V roce 1928 zhotovena byla pro fotografování zatmění a sledování pohybu Luny mezi hvězdami dlouhofokální komora s objektivem od fmy Steinheil & Söhne, v Mnichově zvláště k tomu účelu zhotoveným o průměru 100 mm a ohnisku 3 000 mm. V roce 1933 objednáno bylo u fmy H. N. Irving Teddington v Anglii parabolické zrcadlo velikosti 310/1550 mm a hliníkový tubus tohoto lze střídavě používati u dalekohledu s dlouhofokální komorou.
Josef Klepešta, 20 let mezi přáteli astronomie (1937), strana 121

## Publikační činnost

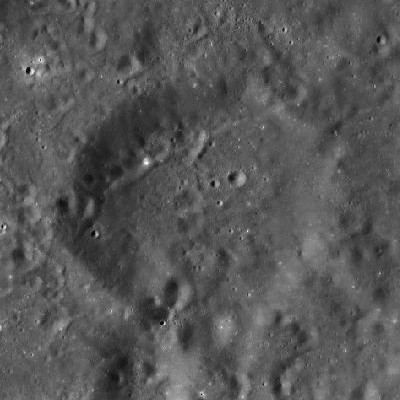
Měsíční kráter, který Fischer navrhoval pojmenovat Šafařík

Hvězdárna vydala roku 1937 samonákladem příručku Lunární útvar Šafařík. František Fischer v ní podrobně popsal měsíční kráter Cyrillus B, který navrhl pojmenovat po českém astronomovi a chemiku 19. století Vojtěchu Šafaříkovi. Součástí publikace byla i detailní mapa kráteru, kterou Fischer nakreslil v měřítku 1 : 1 000 000. Popsaný kráter nakonec Mezinárodní astronomická unie v roce 1976 pojmenovala po arabském filosofovi Ibn Rušdovi. Šafaříkovo jméno přiznala o šest let dříve jinému kráteru na odvrácené straně Měsíce.
František Fischer přispíval články a fotografiemi pořízenými z hvězdárny v Podolí do časopisu Říše hvězd. S Josefem Klepeštou vytvořil také obrazový soubor Povrch Měsíce, který v roce 1955 vydalo Státní pedagogické nakladatelství jako učební pomůcku pro všeobecné a pedagogické školy v nákladu 3 300 výtisků.

## Zánik hvězdárny
František Fischer zemřel 10. listopadu 1966, čtvrt roku po svých 80. narozeninách. Říše hvězd v lednu následujícího roku uvedla, že se selenografii věnoval až do svých posledních dnů. Úmrtím majitele činnost hvězdárny v Podolí skončila. Dalekohled, paralaktickou konstrukci a další přístroje rodina věnovala České astronomické společnosti, koncem šedesátých let 20. století jimi byla vybavena západní kopule ďáblické hvězdárny.. V Ďáblicích skončila i část astronomické knihovny, nejcennější svazky však podle Štěpána Kováře pravděpodobně vyvezl do Německa a následně prodal Fischerův syn. Zchátralá vila v ulici Na Zlatnici k roku 2019 slouží jako obytný dům, astronomická věž s kopulí se dochovala.